# ノダル・クマリタシビリ
ノダル・クマリタシビリ（グルジア語: ნოდარ ქუმარიტაშვილი、グルジア語ラテン翻字: Nodar Kumaritashvili、1988年11月25日 - 2010年2月12日）は、グルジア（現呼称：ジョージア）のリュージュ選手。
2010年のバンクーバーオリンピックグルジア代表に選ばれたがオリンピック開幕目前の2月12日の練習中、最終16コーナー出口付近で、超高速でコース外に放り出され、鉄柱に激突し死亡した。冬季オリンピック中に命を落としたのは1964年のインスブルックオリンピックで死亡したイギリス人リュージュ選手、カジミエルシュ・カイ＝スクジペツキ(Kazimierz Kay-Skrzypeski)、オーストラリア人スキー選手のロス・ミルン(Ross Milne)、1992年のアルベールビルオリンピックで死亡したスイス人スピードスキー選手のニコラ・ボシャテー(Nicolas Bochatay)に次いで史上4人目となった。

## 生涯と経歴
ソビエト連邦の構成国であったグルジア・ソビエト社会主義共和国中部のボルジョミで生まれ、幼少の頃からスキーを始めとする様々な競技に親しみ、腕を磨いたクマリタシビリのリュージュとの出会いは13歳の時だった 。一方で彼は学業でも才能を発揮、首都トビリシにあるジョージア技術大学で経済学の学位を所得していた。2008-09シーズンのリュージュ・ワールドカップではシーズン55位となった。2010年1月にイタリアのトリノ西方で行われたワールドカップのチェザーナ・パリオル大会では出場32人中28位となった。父親はグルジア・リュージュ協会の会長を務めていて、一家は敬虔なグルジア正教徒であった。

## 事故死

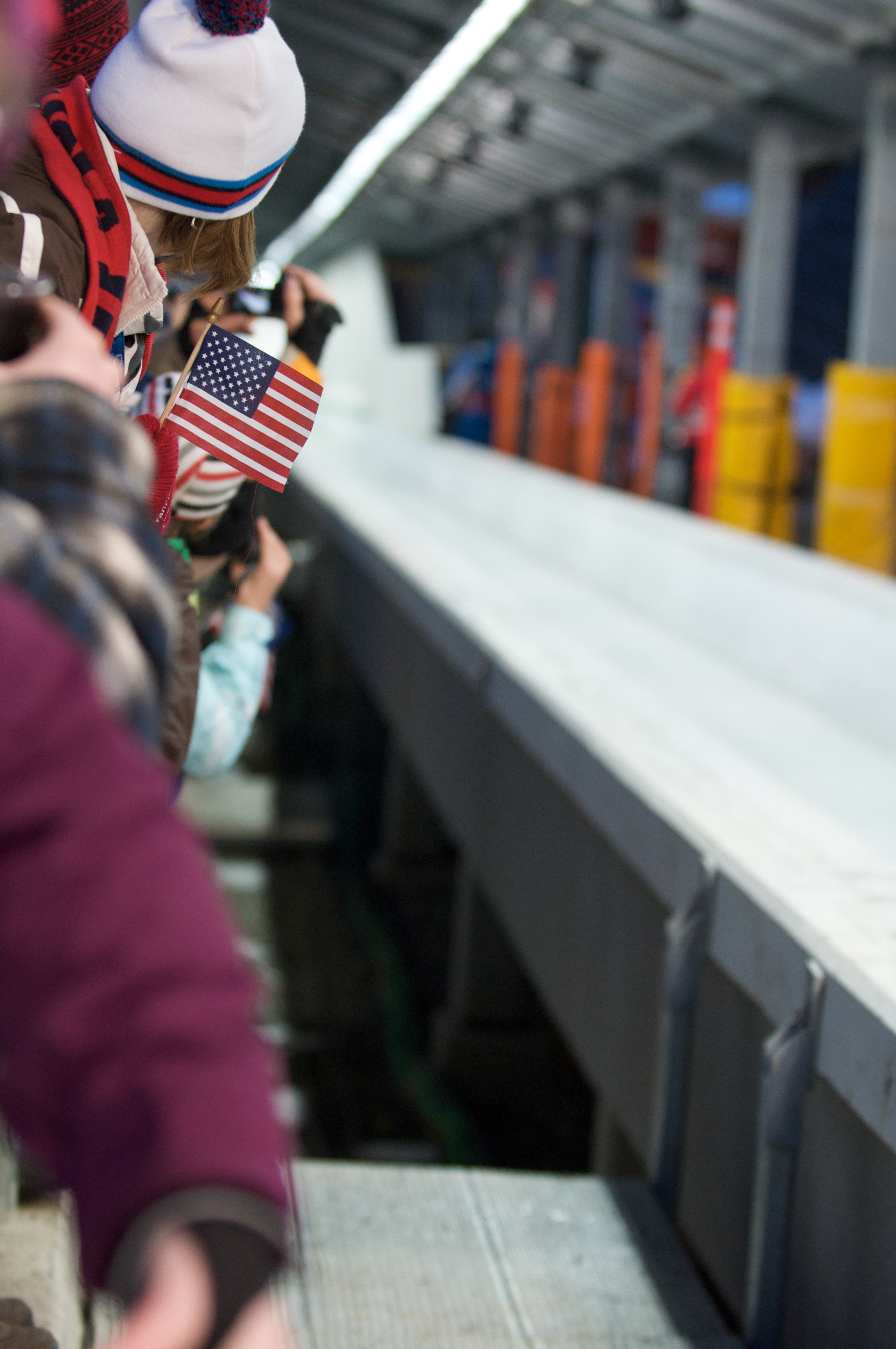
ウィスラー・スライディング・センター（五輪のリュージュコース）。

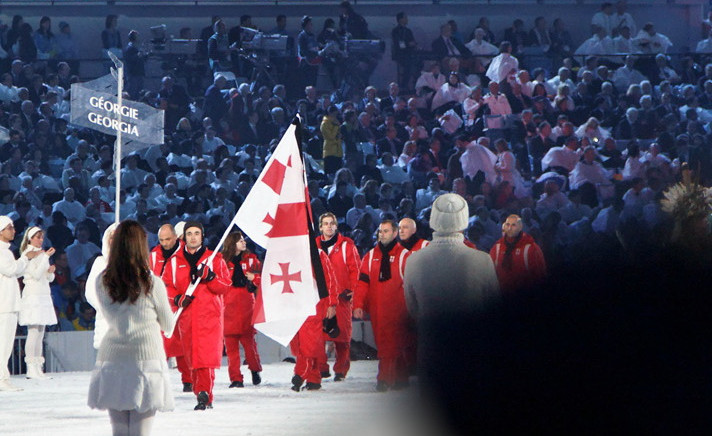
開会式でのグルジア選手団。

2010年のバンクーバーオリンピックで自身初のオリンピック出場権を獲得したが、2010年2月12日、リュージュ競技会場となったウィスラー・スライディング・センター（バンクーバー北方のウィスラー市にある）のコース最終コーナー、「サンダーバード」でそりのコントロールを失い、コースから放り出されて鉄柱に激突した。事故の瞬間、クマリタシビリのそりはおよそ時速143.3kmの超高速を記録していた。
事故後ただちに応急措置が行われ、心肺蘇生法も1分以内に行われた。ヘリコプターでウィスラーの病院に運ばれたが、そこでクマリタシビリの死が発表された。まだ21歳という若さであった。
この事故を受けてグルジア選手団は開会式の欠場や大会自体の参加を取りやめるか検討したが、グルジアのニカ・ルルアスポーツ文化大臣はチームがオリンピックに留まることを発表した。事故死の直後に行われた開会式では入場行進のみに参加。選手役員は弔旗を先頭に腕に喪章をつけて会場中のスタンディング・オベーションの中を行進、入場行進が終わると式場を後にした。開会式終盤のオリンピック旗掲揚後に1分間の黙祷が行われ、カナダ国旗とともに半旗とするなどの措置もとられた。

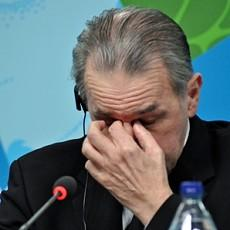
記者会見で涙を流すIOCのジャック・ロゲ会長。

この時点でIOCのジャック・ロゲ会長は記者会見を開いたが、リュージュ競技の延期や中止の可能性については明言せず、国際リュージュ連盟が事故原因を調査した結果、コースの安全性には問題がないという結論に達したため、予定通り13日から競技を開始することを決定し、実施された。
その後、クマリタシビリの死はコースの設計ミスではないと結論づけられたが、最終コーナーの壁を高くして氷の表面部分を改修することが発表された。
グルジア政府はクマリタシビリの実家のあるバクリアニにリュージュのコースを建設し、クマリタシビリを記念した大会を毎年開きたいとした。

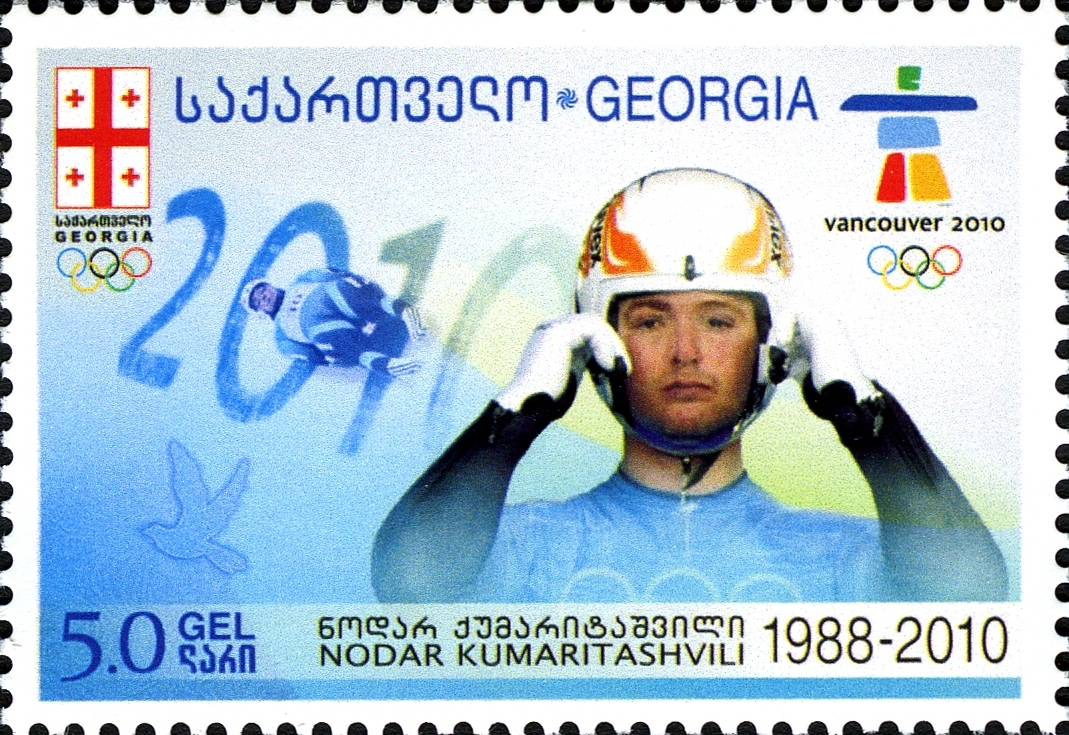
ノダル・クマリタシビリの5ラリ切手

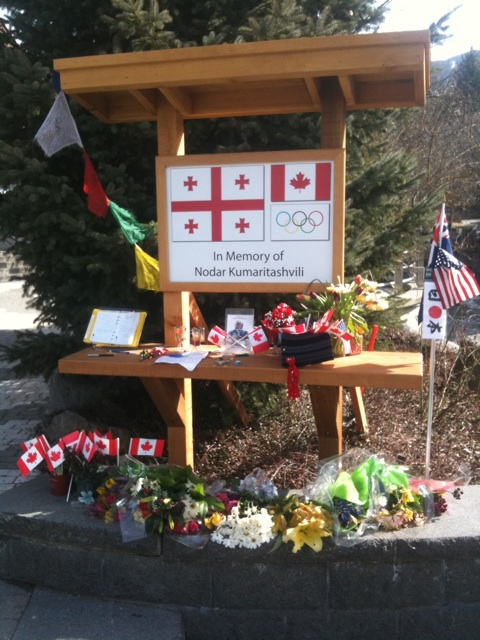
ウィスラー市内のクマリタシビリを記念した場所